# Bengt Söderström (konstnär)
Bengt Ale Söderström, född 11 november 1911 i Gävle, död 21 november 2002 i Västerås, var en svensk målare, tecknare och lokförare.
Han var son till järnarbetaren August Söderström och Signe Wickström och från 1935 gift med Vega Cecilia Hansson. Söderström deltog i några av Kurt Carendis målarkurser men var huvudsakligen autodidakt som konstnär. Vid sidan av sitt arbete som lokförare målade han landskapsskildringar och stilleben i olja eller gouache. Han medverkade ett flertal gånger i utställningar med västmanländsk konst på Västerås konstgalleri. Söderström är representerad vid Västmanlands läns landsting och Västerås kommun.